# Đại Trung Nguyên Sinh
Đại Trung Nguyên Sinh (Mesoproterozoic) là một đại địa chất bắt đầu từ khoảng 1.600 triệu năm trước (Ma) và kết thúc vào khoảng 1.000 Ma.
Các sự kiện chính trong đại này là sự hình thành của siêu lục địa Rodinia và sự tiến hóa của sinh sản hữu tính.
Đại này được chia thành ba kỷ như sau:
- Kỷ Calymma (Calymmian) hay kỷ Cái Tằng: khoảng 1.400-1.600 Ma
- Kỷ Ectasis (Ectasian) hay kỷ Duyên Triển: khoảng 1.200-1.400 Ma
- Kỷ Stenos (Stenian) hay kỷ Hiệp Đái: khoảng 1.000-1.200 Ma